# Hechtia nuusaviorum
Hechtia nuusaviorum är en gräsväxtart som beskrevs av Mario Adolfo Espejo Serna och López-ferr. Hechtia nuusaviorum ingår i släktet Hechtia och familjen Bromeliaceae. Inga underarter finns listade i Catalogue of Life.